# Pel Maoudé
Pel Maoudé is een gemeente (commune) in de regio Mopti in Mali. De gemeente telt 13.700 inwoners (2009).
De gemeente bestaat uit de volgende plaatsen:
- Andiama
- Baraniogolé
- Birga Dogon
- Guindourou
- Ongo
- Pel (hoofdplaats)
- Sogourou Pen
- Temegolo
- Timessogou